# Llista de topònims de Vilanova de Segrià
Llista de topònims (noms propis de lloc) del municipi de Vilanova de Segrià, al Segrià
Informació actualitzada per un bot. Els canvis manuals es perdran quan s'actualitzi!

## entitat singular de població
| imatge | Nom                     | Ubicat a           | instància de                                   | Detalls | coordenades                                                                 | Protecció | Commons (més fotos) | Dades a WD                    |
| ------ | ----------------------- | ------------------ | ---------------------------------------------- | ------- | --------------------------------------------------------------------------- | --------- | ------------------- | ----------------------------- |
|        | Urbanització de Roderes | Vilanova de Segrià | entitat singular de població                   | 27 hab  | 41° 42′ 32″ N, 0° 36′ 40″ E / 41.70884438°N,0.61111938°E 246 msnm           |           |                     | Modifica les dades a Wikidata |
|        | Vilanova de Segrià      | Vilanova de Segrià | entitat singular de població capital municipal | 831 hab | 41° 42′ 33″ N, 0° 37′ 08″ E / 41.70907°N,0.61882°E 252 msnm                 |           |                     | Modifica les dades a Wikidata |
|        | el Secà de Merler       | Vilanova de Segrià | entitat singular de població                   | 157 hab | 41° 42′ 55″ N, 0° 36′ 10″ E / 41.715209°N,0.602724°E 266 msnm               |           |                     | Modifica les dades a Wikidata |
|        | el Secà de Tabac        | Vilanova de Segrià | entitat singular de població                   | 42 hab  | 41° 42′ 57″ N, 0° 36′ 07″ E / 41.715774486044°N,0.60192030775008°E 270 msnm |           |                     | Modifica les dades a Wikidata |

## granja
| imatge | Nom                      | Ubicat a           | instància de | Detalls | coordenades                                                          | Protecció | Commons (més fotos) | Dades a WD                    |
| ------ | ------------------------ | ------------------ | ------------ | ------- | -------------------------------------------------------------------- | --------- | ------------------- | ----------------------------- |
|        | Granges de Torrelles     | Vilanova de Segrià | granja       |         | 41° 42′ 41″ N, 0° 36′ 20″ E / 41.711350091269°N,0.60569061808851°E   |           |                     | Modifica les dades a Wikidata |
|        | Granges de Trumfeta      | Vilanova de Segrià | granja       |         | 41° 42′ 34″ N, 0° 35′ 45″ E / 41.7094025532127°N,0.595971820144097°E |           |                     | Modifica les dades a Wikidata |
|        | Granges del Penjoll      | Vilanova de Segrià | granja       |         | 41° 42′ 39″ N, 0° 37′ 28″ E / 41.7108779793317°N,0.624462537107623°E |           |                     | Modifica les dades a Wikidata |
|        | Granja de Benito         | Vilanova de Segrià | granja       |         | 41° 42′ 25″ N, 0° 37′ 21″ E / 41.7070625156171°N,0.6224397361157°E   |           |                     | Modifica les dades a Wikidata |
|        | Granja de Forcada        | Vilanova de Segrià | granja       |         | 41° 42′ 41″ N, 0° 37′ 01″ E / 41.711360433844°N,0.616884592678368°E  |           |                     | Modifica les dades a Wikidata |
|        | Granja de Santa Llúcia   | Vilanova de Segrià | granja       |         | 41° 42′ 38″ N, 0° 37′ 04″ E / 41.7104214556988°N,0.617640442815086°E |           |                     | Modifica les dades a Wikidata |
|        | Granja de l'Hermenegildo | Vilanova de Segrià | granja       |         | 41° 42′ 54″ N, 0° 37′ 42″ E / 41.7151018365085°N,0.628381722980415°E |           |                     | Modifica les dades a Wikidata |
|        | Granja del Conrado       | Vilanova de Segrià | granja       |         | 41° 42′ 33″ N, 0° 37′ 04″ E / 41.7091742862542°N,0.617866799351714°E |           |                     | Modifica les dades a Wikidata |
|        | Granja del Sila          | Vilanova de Segrià | granja       |         | 41° 42′ 11″ N, 0° 38′ 17″ E / 41.7030089229735°N,0.638116152704108°E |           |                     | Modifica les dades a Wikidata |

## masia
| imatge | Nom                 | Ubicat a           | instància de | Detalls | coordenades                                                          | Protecció | Commons (més fotos) | Dades a WD                    |
| ------ | ------------------- | ------------------ | ------------ | ------- | -------------------------------------------------------------------- | --------- | ------------------- | ----------------------------- |
|        | Torre de Bartomeu   | Vilanova de Segrià | masia        |         | 41° 42′ 12″ N, 0° 38′ 15″ E / 41.7032677931413°N,0.637565870405135°E |           |                     | Modifica les dades a Wikidata |
|        | Torre de Gaspar     | Vilanova de Segrià | masia        |         | 41° 42′ 41″ N, 0° 36′ 52″ E / 41.7114073153845°N,0.61437081499795°E  |           |                     | Modifica les dades a Wikidata |
|        | Torre de Solanelles | Vilanova de Segrià | masia        |         | 41° 42′ 03″ N, 0° 37′ 27″ E / 41.700745°N,0.62413611°E               |           |                     | Modifica les dades a Wikidata |
|        | Torre de l'Àngel    | Vilanova de Segrià | masia        |         | 41° 42′ 35″ N, 0° 37′ 11″ E / 41.7097080925057°N,0.619722051907858°E |           |                     | Modifica les dades a Wikidata |
|        | Torre del Renyer    | Vilanova de Segrià | masia        |         | 41° 42′ 12″ N, 0° 37′ 01″ E / 41.7034°N,0.617048°E                   |           |                     | Modifica les dades a Wikidata |

## nucli de població
| imatge | Nom             | Ubicat a                            | instància de                                           | Detalls | coordenades                                                        | Protecció | Commons (més fotos) | Dades a WD                    |
| ------ | --------------- | ----------------------------------- | ------------------------------------------------------ | ------- | ------------------------------------------------------------------ | --------- | ------------------- | ----------------------------- |
|        | Urb. de Roderes | Vilanova de Segrià                  | nucli de població                                      |         | 41° 42′ 35″ N, 0° 36′ 34″ E / 41.709625311352°N,0.60936032650716°E |           |                     | Modifica les dades a Wikidata |
|        | la Serra        | Vilanova de Segrià el Secà de Tabac | nucli de població nucli d'entitat singular de població | 42 hab  | 41° 42′ 36″ N, 0° 34′ 49″ E / 41.710126°N,0.58023°E 310 msnm       |           |                     | Modifica les dades a Wikidata |

## Misc
| imatge | Nom                                     | Ubicat a           | instància de      | Detalls                                   | coordenades                                                                                               | Protecció                                  | Commons (més fotos)                 | Dades a WD                    |
| ------ | --------------------------------------- | ------------------ | ----------------- | ----------------------------------------- | --- | ------------------------------------------ | ----------------------------------- | ----------------------------- |
|        | Cal Torrelles                           | Vilanova de Segrià | casa              | Estil: arquitectura popular               | 41° 42′ 42″ N, 0° 37′ 11″ E / 41.711601°N,0.619672°E                                                      | bé integrant del patrimoni cultural català |                                     | Modifica les dades a Wikidata |
|        | Castell de Castellnou de Segrià         | Vilanova de Segrià | castell           |                                           | 41° 42′ 47″ N, 0° 36′ 58″ E / 41.7129666667°N,0.616072222222°E 255 msnm                                   |                                            |                                     | Modifica les dades a Wikidata |
|        | Lo Molinot                              | Vilanova de Segrià | molí d'aigua      | Estil: arquitectura popular               | 41° 42′ 29″ N, 0° 36′ 41″ E / 41.70808°N,0.61131°E 251 msnm                                               | bé integrant del patrimoni cultural català |                                     | Modifica les dades a Wikidata |
|        | Sant Sebastià de Vilanova de Segrià     | Vilanova de Segrià | església          | Estil: arquitectura romànica              | 41° 42′ 42″ N, 0° 37′ 13″ E / 41.711666666667°N,0.62027777777778°E 255 msnm                               | bé cultural d'interès local                | Sant Sebastià de Vilanova de Segrià | Modifica les dades a Wikidata |
|        | Tossal de les Batalles                  | Vilanova de Segrià | muntanya          |                                           | 41° 42′ 10″ N, 0° 38′ 11″ E / 41.7027°N,0.636414°E 236 msnm                                               |                                            |                                     | Modifica les dades a Wikidata |
|        | canal de Pinyana                        | Segrià Llitera     | canal             | Desemboca: Montagut Anomenat per: Pinyana | 41° 52′ 27″ N, 0° 34′ 40″ E / 41.874287°N,0.577797°E 41° 36′ 12″ N, 0° 30′ 05″ E / 41.603385°N,0.501487°E |                                            | Canal de Pinyana                    | Modifica les dades a Wikidata |
|        | casa consistorial de Vilanova de Segrià | Vilanova de Segrià | casa consistorial |                                           | 41° 42′ 45″ N, 0° 37′ 08″ E / 41.712467°N,0.6189631°E                                                     |                                            |                                     | Modifica les dades a Wikidata |